# Ero/Mini-Ero
Au cours des guerres de Yougoslavie, la firme ERO d.o.o de Zagreb fabriquait une copie sauvage des Uzi sous la forme du PM Ero. La paix revenue, l'entreprise croate exporte largement ses Ero et Mini-Ero, devenant ainsi un sous-traitant majeur du fabricant originel.

## Technique
- Comme l'original, l'Ero fonctionne en tir semi-automatique ou automatique avec une culasse télescopique et non calée.
- Elle n'est disponible qu'avec la crosse repliable.
- Le sélecteur de tir offre une position de sécurité, coup par coup et rafales.
- Une sécurité  est placée à l'arrière de la poignée et interdit le tir lorsqu'elle n'est pas enfoncée donc, par exemple, lorsque l'arme n'est pas tenue. Cette sécurité bloque la gâchette qui elle-même bloque la culasse en position fermée et la culasse en position ouverte[pas clair].
- Un loquet sur le levier de culasse permet d'en interdire le mouvement vers l'avant.

## Une version compacte: la Mini-Ero

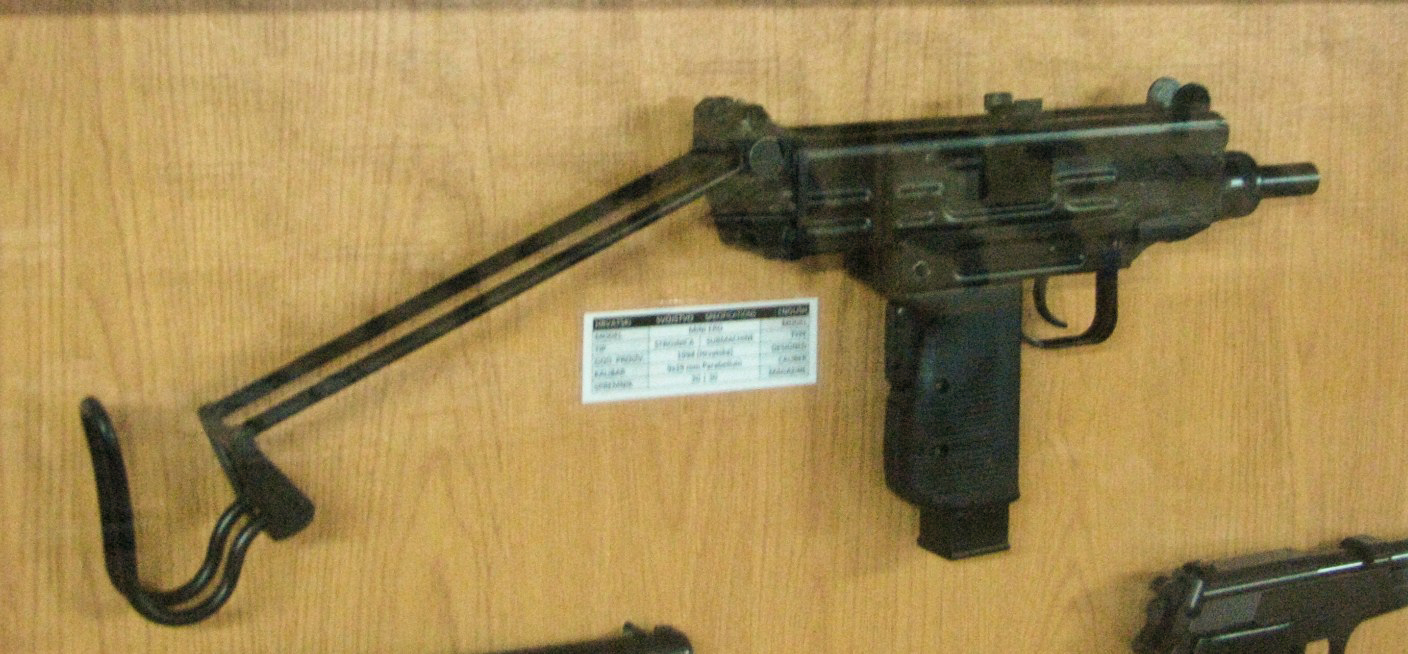
Le PM Mini-Ero est issu du mélange d'une Micro-Uzi et d'un MAC-10 (collection du Musée de Vukovar)

C'est  une variante de moindres dimensions (320 mm / 545 mm)  de l'ERO dues au canon court de 150 mm. La Mini-Ero possède surtout une cadence de tir de 1 100 coups par minute pour une masse de 2,2 kg entraînant une portée moindre. Elle ne copie pas la Mini-Uzi, sa crosse repliable est celle de l'Ingram MAC.

## Diffusion
L'Armée croate utilisa le PM ERO durant les Guerres de Croatie, de Bosnie-Herzégovine et croato-bosniaque.Les Militaires et paramilitaires croates ont aussi utilisé d'autres mitraillettes de fabrication nationales comme les Zagi M-91, Pleter M-91 et Šokac P1.

## Sources
Cette notice provient de la compilation et la traduction des : 
- Catalogue de l'exportateur croate
- W.FOWLER, A. NORTH & CH. STRONGE, L'Encyclopédie illustrée des pistolets, revolvers, mitraillettes & pistolets mitrailleurs, Terres éditions, 2013 (traduction française d'un ouvrage collectif anglais)
- L'Encyclopédie de l'Armement mondial,  par J. Huon (éditions Grancher, 7 tomes, 2011-2015).